# Banjardawa
Banjardawa is een bestuurslaag in het regentschap Pemalang van de provincie Midden-Java, Indonesië. Banjardawa telt 4449 inwoners (volkstelling 2010).